# 大分県の観光地

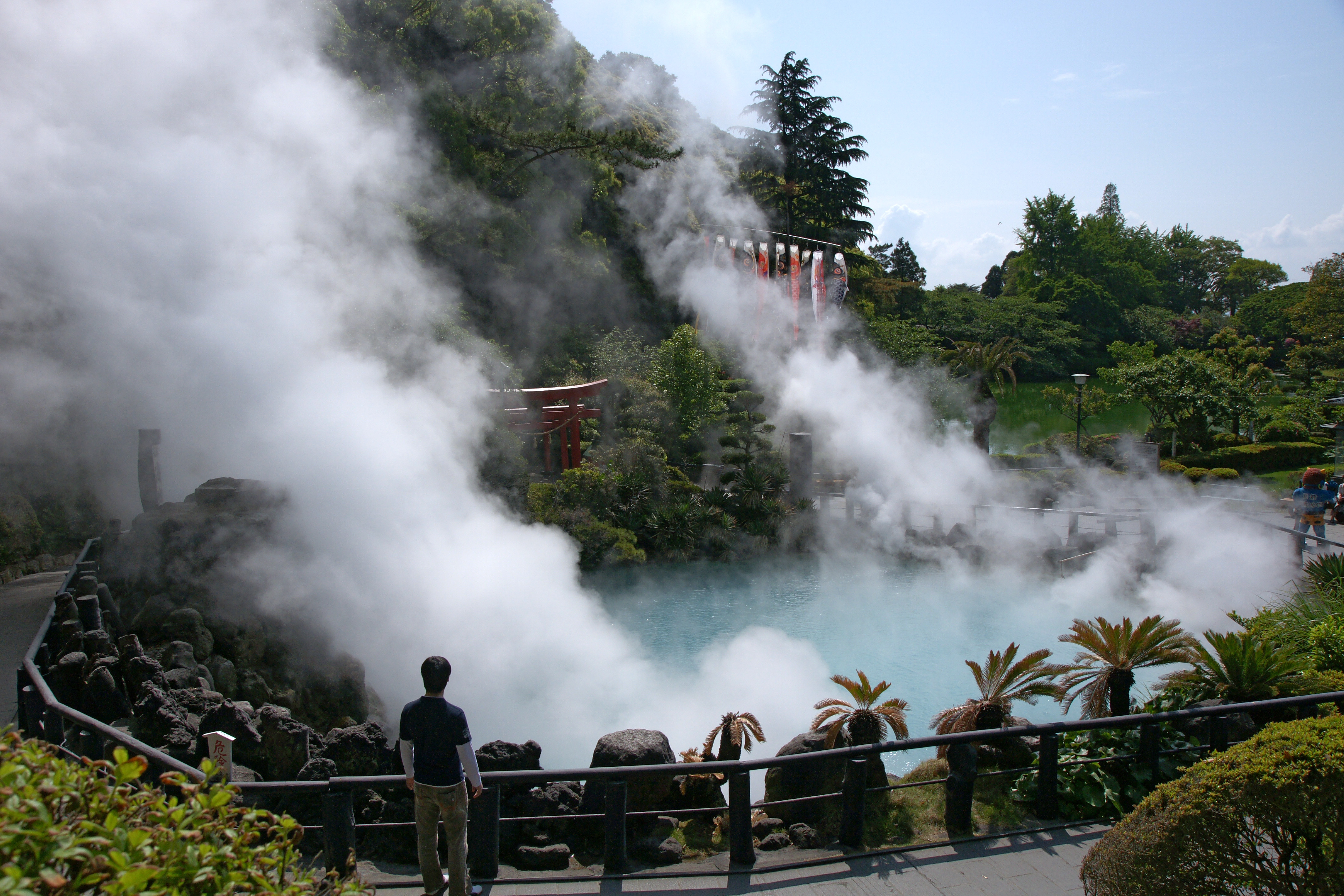
別府の地獄（海地獄）

大分県の観光地（おおいたけんのかんこうち）では、大分県内の主要な観光地について説明する。

## 対象別

### 文化財等

#### 世界遺産
なし

#### 国宝
- 富貴寺大堂（豊後高田市）
- 宇佐神宮本殿（宇佐市）
- 臼杵磨崖仏（臼杵市） - 特別史跡にも指定されている[1]

- 富貴寺大堂
- 宇佐神宮本殿
- 臼杵磨崖仏（大日如来像）

#### 名勝
- 耶馬渓（中津市）
- 別府の地獄（別府市）
- 旧久留島氏庭園（玖珠町）[1]
- 天念寺耶馬及び無動寺耶馬（豊後高田市）
- 中山仙境（夷谷）（豊後高田市）

- 耶馬渓（競秀峰）
- 旧久留島氏庭園（栖鳳楼）

#### 特別天然記念物
- オオサンショウウオ（宇佐市）

#### 重要伝統的建造物群保存地区
- 日田市豆田町伝統的建造物群保存地区（日田市）[1]
- 杵築市北台南台伝統的建造物群保存地区（杵築市）

- 日田市豆田町伝統的建造物群保存地区
- 杵築市北台南台伝統的建造物群保存地区

#### 重要文化的景観
- 小鹿田焼の里（日田市）
- 田染荘小崎の農村景観（豊後高田市）
- 別府の湯けむり・温泉地景観（別府市）[1]

- 小鹿田焼の里
- 別府の湯けむり・温泉地景観（鉄輪温泉）

#### 重要文化財・史跡等
特別史跡
- 臼杵磨崖仏 附 日吉塔、嘉応二年在銘五輪塔 承安二年在銘五輪塔

- 熊野磨崖仏（重要文化財・史跡）
- 白水溜池堰堤（重要文化財）
- 岡城（史跡）
- 亀塚古墳（史跡）

#### 登録記念物
- 白水の滝（竹田市）
- 蝙蝠の滝（豊後大野市）
- 沈堕の滝（豊後大野市）
- 旧成清博愛別邸庭園（的山荘庭園）（日出町）[1]

- 沈堕の滝

#### 文化施設
博物館・美術館
水族館
- 大分マリーンパレス水族館
- うみたま体験パーク「つくみイルカ島」

- 大分県立歴史博物館
- 大分マリーンパレス水族館
- 大分県立美術館
- 大分市美術館

#### その他
- 国東半島・宇佐の農林水産循環システム（世界農業遺産）

### 公園等

#### 国立・国定公園
- 国立公園[2]
  - 瀬戸内海国立公園（大分市、豊後高田市、国東市、姫島村）
  - 阿蘇くじゅう国立公園（別府市、竹田市、由布市、九重町、玖珠町）
- 国定公園[2]
  - 耶馬日田英彦山国定公園（中津市、日田市、宇佐市、九重町、玖珠町）
  - 日豊海岸国定公園（大分市、佐伯市、臼杵市、津久見市）
  - 祖母傾国定公園（佐伯市、竹田市、豊後大野市）

- 阿蘇くじゅう国立公園（九重連山）
- 耶馬日田英彦山国定公園（青の洞門）
- 日豊海岸国定公園（鶴御崎）
- 祖母傾国定公園（滞迫峡）

#### ラムサール条約登録地域
- くじゅう坊ガツル・タデ原湿原

- くじゅう坊ガツル・タデ原湿原（タデ原）

#### 県立自然公園
- 国東半島県立自然公園（豊後高田市、杵築市、宇佐市、国東市）
- 豊後水道県立自然公園（佐伯市、臼杵市、津久見市）
- 神角寺芹川県立自然公園（大分市、竹田市、豊後大野市、由布市）
- 津江山系県立自然公園（日田市）
- 祖母傾県立自然公園（佐伯市、竹田市、豊後大野市）[2]

- 豊後水道県立自然公園（大入島）

#### 県立都市公園
- 大分スポーツ公園（大分市） - 広域公園
- 高尾山自然公園（大分市） - 広域公園
- 大洲総合運動公園（大分市） - 運動公園
- ハーモニーパーク（日出町） - 広域公園[3]

- 大分スポーツ公園（大分銀行ドーム）
- 高尾山自然公園
- ハーモニーパーク（ハーモニーランド）

#### 大型公園・動物園・植物園・遊園地
大型公園
動物園・植物園・遊園地
- 高崎山自然動物園（大分市）
- 九州自然動物公園アフリカンサファリ（宇佐市）
- 佐野植物公園（大分市）
- ラクテンチ（別府市）
- 城島高原パーク（別府市）
- ハーモニーランド（日出町）

- 若草公園
- くじゅう花公園
- 九州自然動物公園アフリカンサファリ
- ラクテンチ

#### 恋人の聖地
- 大分自動車道／別府湾サービスエリア
- 恋叶ロード
- 田ノ浦ビーチ
- ハーモニーランド

- 大分自動車道／別府湾サービスエリア
- 田ノ浦ビーチ

### 祭事・行事等

#### 祭事
- ホーランエンヤ（豊後高田市、1月） - 県無形民俗文化財
- 修正鬼会（国東市・豊後高田市、旧暦1月） - 重要無形民俗文化財
- 別府八湯温泉まつり（別府市、4月）
- 吉弘楽（国東市、7月） - 重要無形民俗文化財
- 日田祇園祭（日田市、7月） - ユネスコ無形文化遺産、重要無形民俗文化財（山・鉾・屋台行事）
- 臼杵祇園まつり（臼杵市、7月） - 県無形民俗文化財
- 中津祇園（中津市、7月） - 県無形民俗文化財
- べっぷ火の海まつり（別府市、7月）
- 大分七夕まつり（大分市、8月）
  - 府内戦紙
- 鶴崎踊（大分市、8月） - 選択無形民俗文化財
- 姫島盆踊り（姫島村、8月）
- ケベス祭（国東市、10月14日） - 選択無形民俗文化財
- うすき竹宵（臼杵市、11月）

- 日田祇園祭
- 府内戦紙

#### 行事
- 別府大分毎日マラソン（大分市・別府市、2月）
- 別府アルゲリッチ音楽祭（別府市、4-5月）
- 湯布院映画祭（由布市、8月）
- 牛喰い絶叫大会（由布市、体育の日）
- べっぷクリスマスHanabiファンタジア（別府市、12月）

## 地域別

### 中部
- 大分市 - 大分マリーンパレス水族館（うみたまご）、高崎山自然動物園、大分県立美術館、パークプレイス大分、府内城跡、道の駅佐賀関、クラサスドーム大分、大分縣護國神社、田ノ浦海岸、トキハわさだタウン、大分市美術館、西寒多神社、アートプラザ、佐野植物公園、関崎海星館、関埼灯台、大友宗麟像、吉野梅園、岩屋寺石仏、豊後国分寺跡、平和市民公園、高島、大分市歴史資料館、黒ヶ浜、大分七夕まつり(府内戦紙)、鶴崎踊
- 由布市 - 金鱗湖、湯の坪街道、由布院温泉、辻馬車、白水鉱泉、由布院ステンドグラス美術館、由布岳、湯平温泉、塚原温泉、狭霧台、塚原高原、九州自動車歴史館、男池湧水群、宇奈岐日女神社、黒岳、由布院駅アートホール、九州湯布院民芸村、大杵社、仏光寺、湯布院昭和館、ゆふいん音楽祭、湯布院映画祭、ゆふいん文化・記録映画祭、ゆふいんこども映画祭、牛喰い絶叫大会
- 臼杵市 - 臼杵磨崖仏、臼杵城跡、風連鍾乳洞、龍原寺、八坂神社、二王座歴史の道、野上弥生子文学記念館、臼杵祇園まつり、うすき竹宵、三輪流臼杵神楽
- 津久見市 - うみたま体験パーク「つくみイルカ島」、つくみん公園

- 府内城
- 由布岳
- 臼杵城
- うみたま体験パーク「つくみイルカ島」

### 北部
- 中津市 - 中津城、耶馬渓（青の洞門、一目八景、深耶馬渓、耶馬渓リフトなど）、羅漢寺、道の駅耶馬トピア、福澤諭吉旧居、英彦山、耶馬渓ダム、薦神社、合元寺、八面山、道の駅やまくに、平和公園、中津祇園、蛎瀬神楽、古要神社の傀儡子の舞と相撲、さいすくい、樋山路盆踊り
- 宇佐市 - 宇佐神宮、九州自然動物公園アフリカンサファリ、桂昌寺跡・地獄極楽、東光寺、東椎屋の滝、岳切渓谷、豊前善光寺、道の駅いんない、安心院葡萄工房、院内町の石橋、宇佐風土記の丘、大分県立歴史博物館、宇佐神宮御神能

- 中津城
- 宇佐神宮

### 東部
- 別府市 - 別府地獄めぐり、スギノイパレス、別府八湯、やまなみハイウェイ、大分香りの博物館、城島高原パーク、地獄蒸し工房 鉄輪、近鉄別府ロープウェイ、別府タワー、ラクテンチ、ビーコンプラザ、志高湖、鶴見岳、十文字原、貴船城、別府公園、べっぷ駅市場、湯の花小屋、神楽女湖、的ヶ浜公園、別府市竹細工伝統産業会館、別府市美術館、別府大分毎日マラソン、別府八湯温泉まつり、扇山火まつり、べっぷ鶴見岳一気登山大会、別府アルゲリッチ音楽祭、べっぷ火の海まつり、鉄輪湯あみ祭り、泉都大祭、べっぷクリスマスHANABIファンタジア 、別府アートミュージアム、別府八湯温泉泊覧会、別府八湯ウォーク
- 日出町 - ハーモニーランド、日出城とその城下町（致道館など）、龍泉寺、糸ヶ浜海浜公園
- 杵築市 - 大分農業文化公園、杵築城、杵築市北台南台伝統的建造物群保存地区、鋸山展望台、住吉浜、奈多海岸、杵築盆踊り、山家踊り
- 国東市 - 大分空港、両子寺、文殊仙寺、道の駅くにさき、安国寺、瑠璃光寺、修正鬼会、吉弘楽、ケベス祭
- 豊後高田市 - 昭和の町、富貴寺、長崎鼻、真玉海岸、真木大堂、実相院、熊野磨崖仏、長安寺、ホーランエンヤ、修正鬼会（天念寺）
- 姫島村 - 拍子水温泉、姫島灯台、姫島盆踊り

- 鶴見岳
- 杵築城
- 両子寺
- 昭和の町

### 西部
- 日田市 - 慈恩の滝、豆田町、高塚愛宕地蔵尊、桜滝、天ヶ瀬温泉、皿山、道の駅せせらぎ郷かみつえ、夫婦岩、三隈川、鯛生金山、日田温泉、松尾神社、原次郎左衛門五醤蔵、上津江フィッシングパーク、亀山公園、日田市天瀬農業公園、薫長酒造資料館、咸宜園、日田祇園山鉾会館、日田祇園祭、天領日田おひなまつり、千年あかり
- 玖珠町 - 深耶馬渓、豊後森機関庫、わらべの館、旧久留島氏庭園、西椎屋の滝
- 九重町 - 九重"夢"大吊橋、九酔渓、牧ノ戸峠、長者原ビジターセンター、九重九湯、九重連山、小松地獄、八丁原発電所、飯田高原、くじゅう自然動物園、震動の滝、九重森林公園スキー場、竜門の滝

- 天ヶ瀬温泉
- 九重"夢"大吊橋

### 南西部
- 竹田市 - ガンジーファーム、くじゅう花公園、長湯温泉、岡城、道の駅竹田、白水溜池堰堤、清滝、白水の滝、道の駅ながゆ温泉、久住高原、キリシタン洞窟礼拝堂、七里田温泉、竹田湧水群、武家屋敷通り
- 豊後大野市 - 原尻の滝・道の駅原尻の滝、稲積水中鍾乳洞、用作公園、道の駅きよかわ、御嶽神社、沈堕の滝、道の駅あさじ、普光寺磨崖仏、祖母山、緒方チューリップフェスタ、小松明火祭り、緒方五千石祭、御嶽神楽

- 長湯温泉
- 原尻の滝

### 南部
- 佐伯市 - 轟の滝、唄げんか大橋、大浜海水浴場、ととろバス停、道の駅やよい、佐伯城、空の公園、元猿海岸、彦島、直川憩の森公園、豊後二見ヶ浦、鶴御崎、ツール・ド・佐伯

- 元猿海岸